# Dyckia sellowiana
Dyckia sellowiana là một loài thực vật có hoa trong họ Bromeliaceae. Loài này được Mez mô tả khoa học đầu tiên năm 1896.